# Prairie Schooners
Pour plus de détails, voir Fiche technique et Distribution.
Prairie Schooners est un film américain réalisé par Sam Nelson, sorti en 1940.

## Fiche technique
- Titre : Prairie Schooners
- Réalisation : Sam Nelson
- Scénario : George Cory Franklin, Robert Lee Johnson et Fred Myton
- Photographie : George Meehan
- Production : Leon Barsha et Irving Briskin
- Société de production : Columbia Pictures
- Pays d'origine : États-Unis
- Format : Noir et blanc - 1,37:1 - Mono
- Genre : western
- Durée : 58 minutes
- Date de sortie : 1940

## Distribution
- Wild Bill Elliott : Wild Bill Hickok
- Evelyn Young : Virginia Benton
- Dub Taylor : Cannonball
- Kenneth Harlan : Dalton Stull
- Ray Teal : Wolf Tanner
- Bob Burns : Jim Gibbs
- Edmund Cobb : Blacksmith Rusty
- Jim Thorpe : Pawnee Chief Sanche
- Jim Corey : Fermier (non crédité)
- Ned Glass : Skinny Hutch (non crédité)